# Edson Pimenta
Edson Sampaio Pimenta (Esplanada, 11 de dezembro de 1963) é um político brasileiro filiado ao Podemos (PODE).
Foi presidente da Federação dos Trabalhadores na Agricultura. Deputado estadual pelo Partido Comunista do Brasil (PCdoB) da Bahia por dois mandatos (2002-2006). 

Em 2010, elegeu-se deputado federal.